# نعل‌بند دهکده
نعل‌بندِ دهکده (انگلیسی: The Village Blacksmith) یک فیلم صامت در سبک درام به کارگردانی جان فورد است که در سال ۱۹۲۲ منتشر شد. از بازیگران آن می‌توان به ویرجینیا والی، بسی لاو، فرانسیس فورد، تالی مارشال، گوردون گریفیث و دیوید باتلر اشاره کرد.
از هشت حلقهٔ این فیلم؛ تنها یک حلقه در آرشیو فیلم و تلویزیون دانشگاه کالیفرنیا، لس‌آنجلس باقی‌مانده است و به‌همین دلیل آن را یک «فیلمِ ازدست‌رفته» (یا فیلم گمشده) می‌دانند.